# Lepokole
Lepokole è un villaggio del Botswana situato nel distretto Centrale, sottodistretto di Bobonong. Il villaggio, secondo il censimento del 2011, conta 955 abitanti.

## Località
Nel territorio del villaggio sono presenti le seguenti 3 località:
- Dibete di 5 abitanti,
- Lepokole Cattle Post di 20 abitanti,
- Lepokole Lands di 9 abitanti